# جزيرة كوكوس

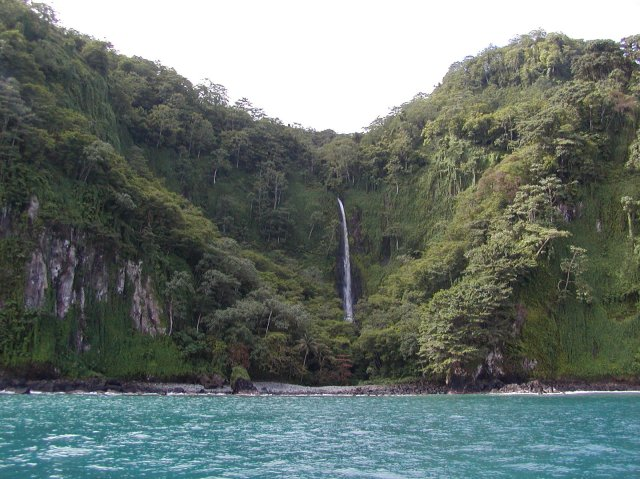
شلال في ويفر باي، جزيرة كوكوس.

جزيرة كوكوس (بالإنجليزية: Cocos Island) هي جزيرة تقع في كوستاريكا في Approximately 550 km (340 mi) off the shore of Costa Rica.

## معرض صور

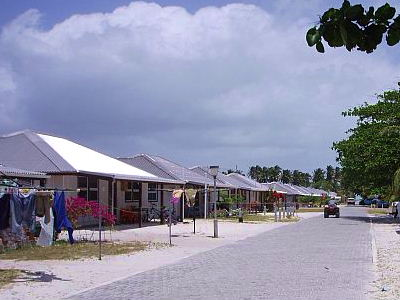
جزر كوكوس (كيلينغ) الرئيسية
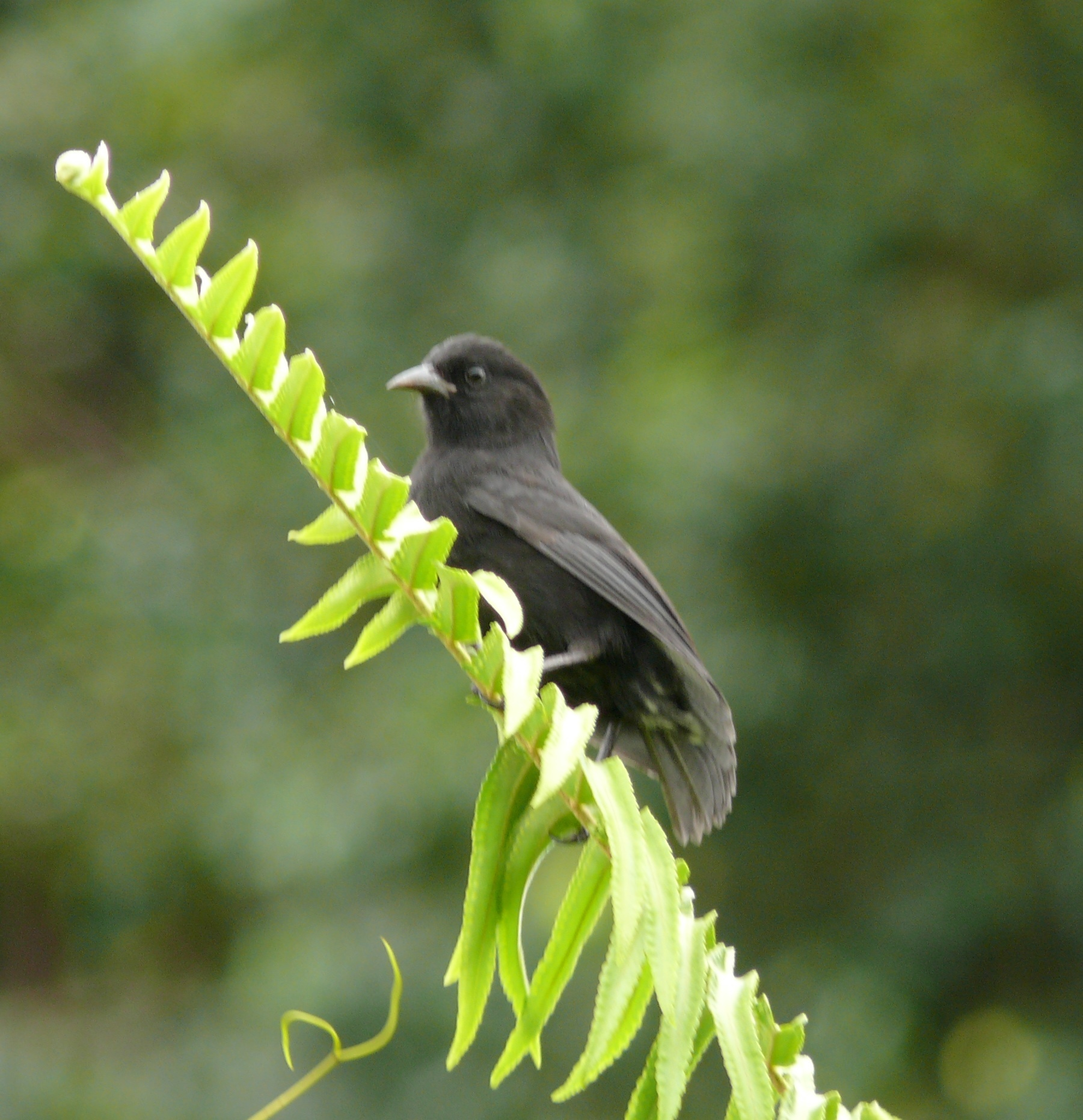
نوع من الطيور في الجزيرة
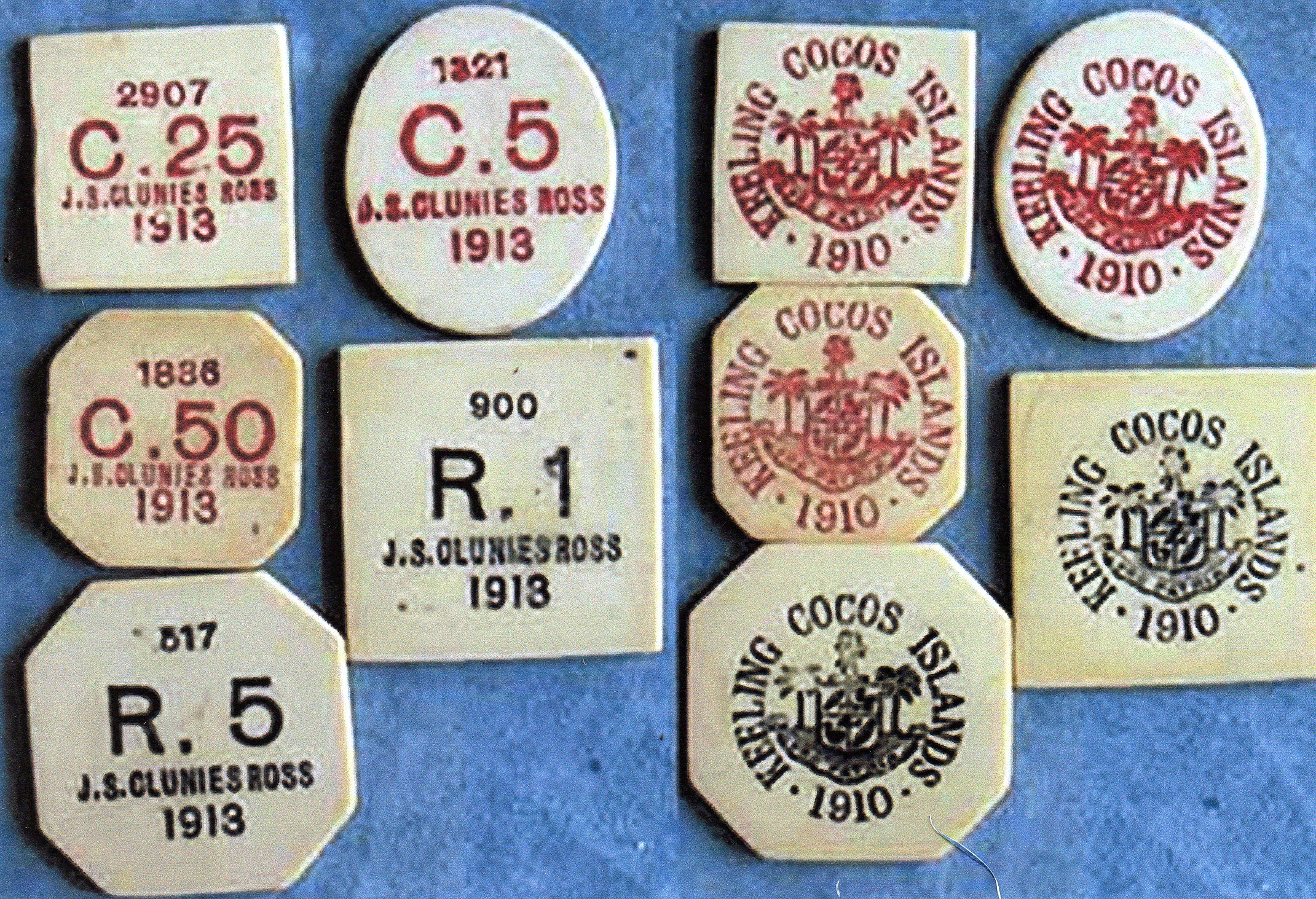
عملات نقدية
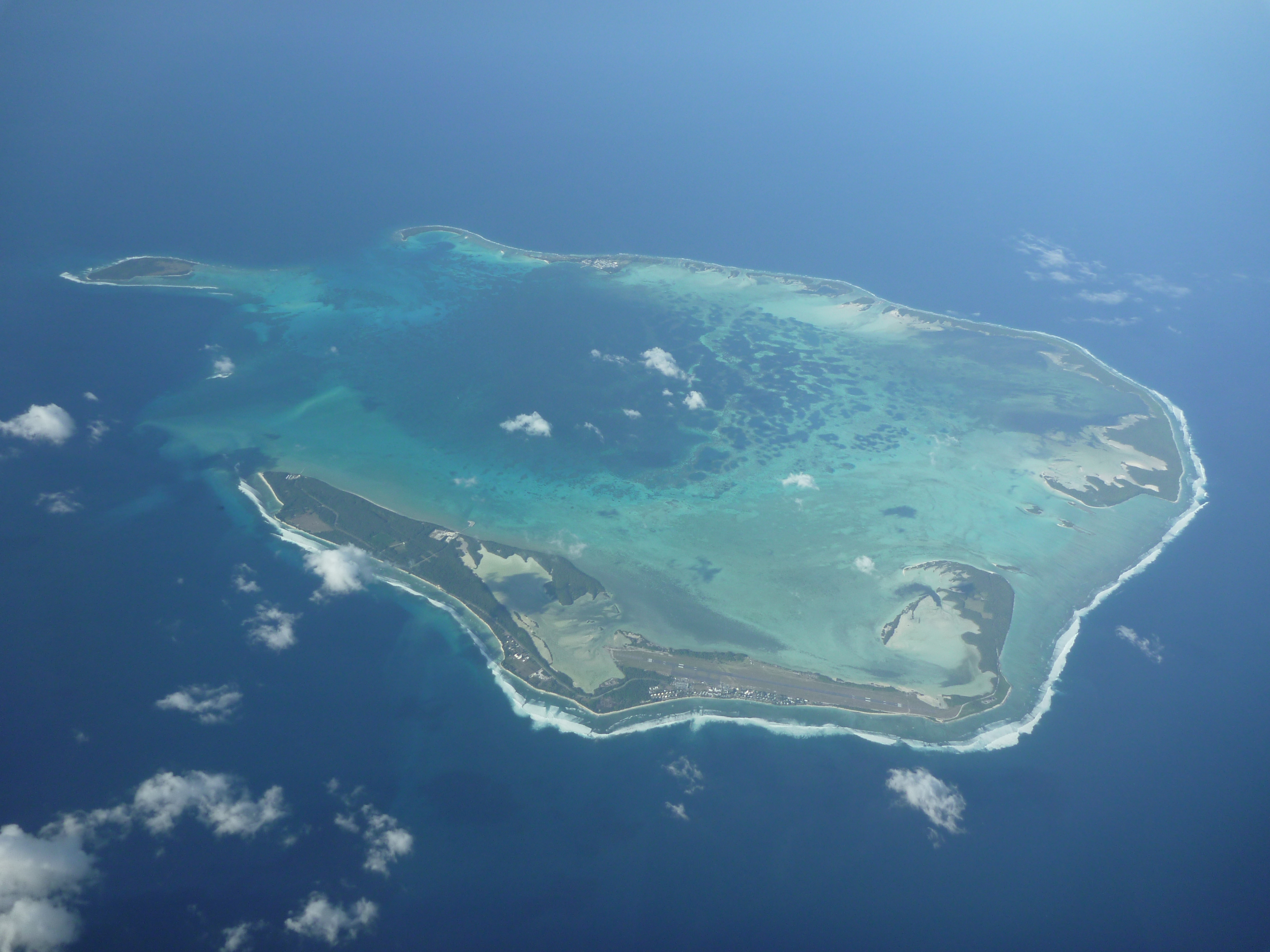
منظر من الأعلى
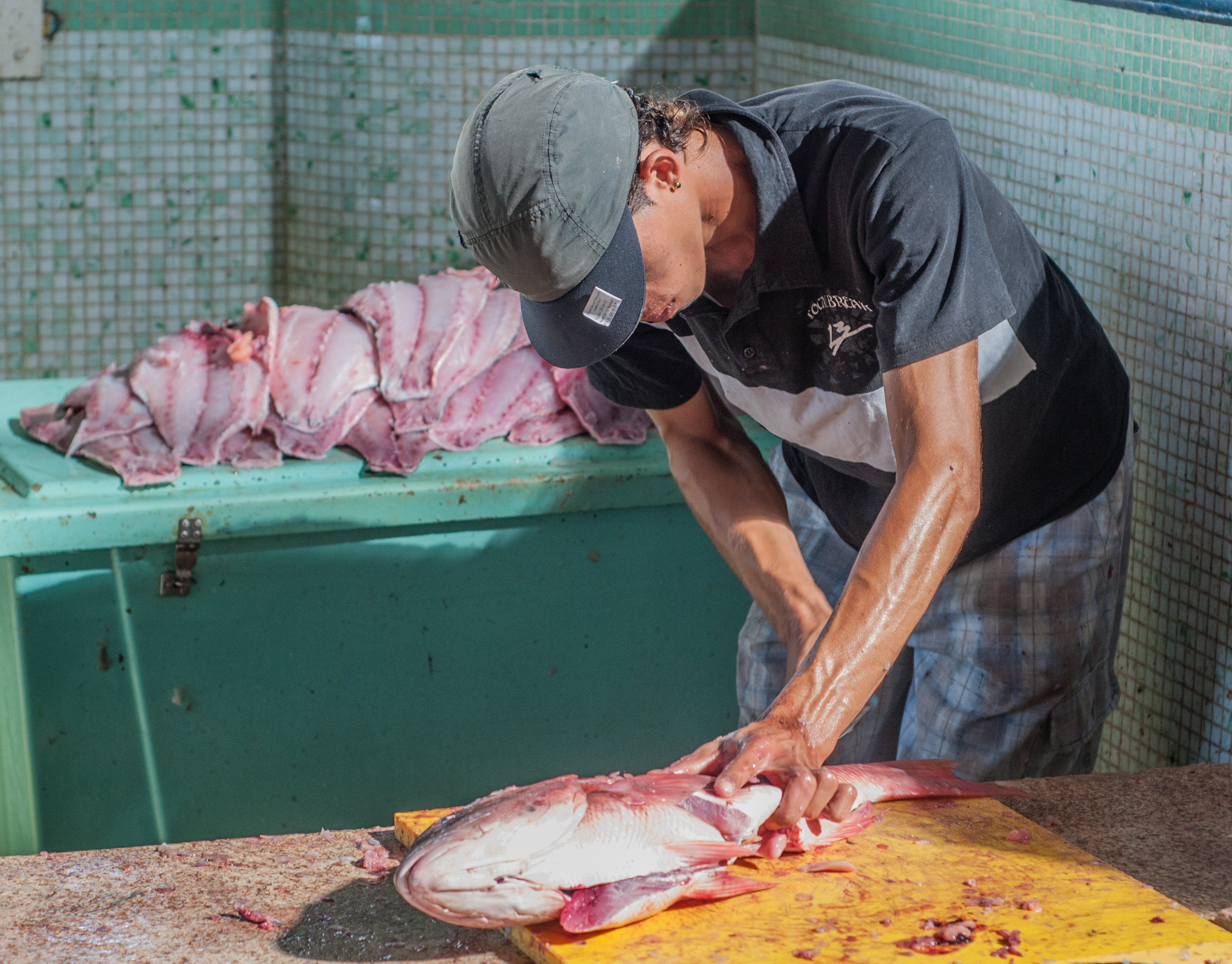
محل بيع الأسماك في الجزير

## جزيرة كوكوس

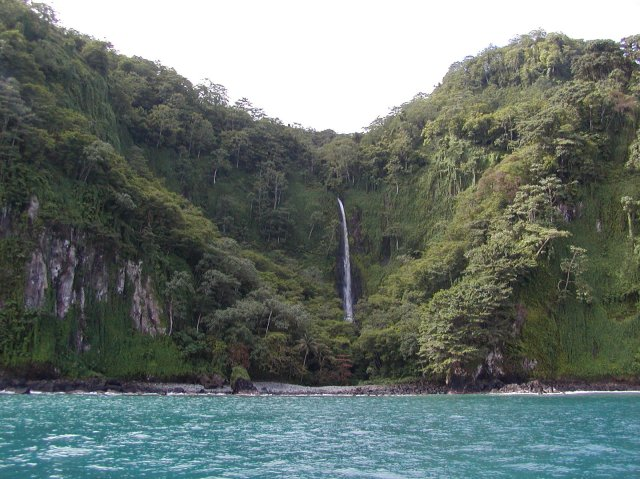
شلال في باهيا وافر.

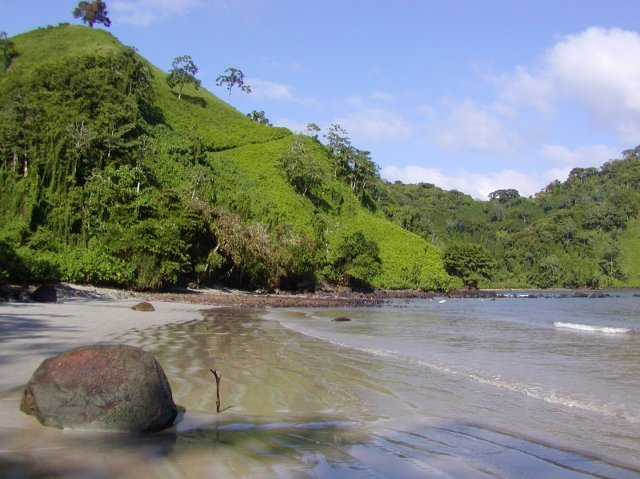
باهيا تشاتام.

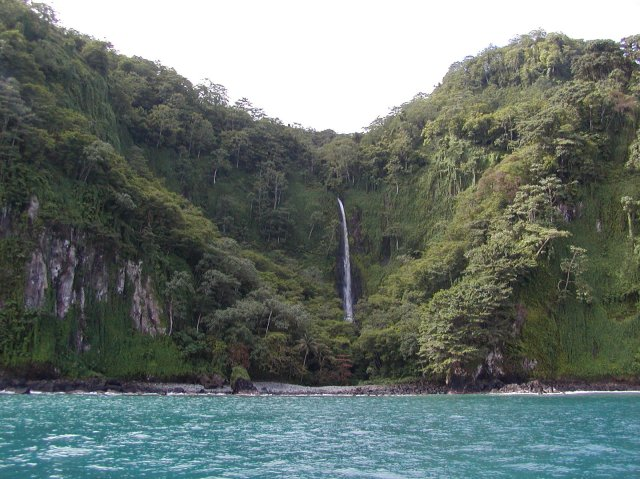
شلال في باهيا وافر.

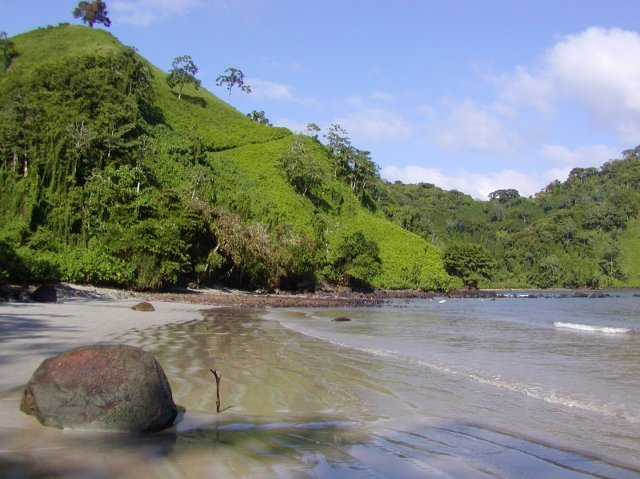
باهيا تشاتام.

تشكل جزيرة كوكوس مقاطعة من كانتون بونتاريناس في المقاطعة التي تحمل الاسم نفسه. و تبعد حوالي 550 كم عن البر رائيسي لكوستاريك
تبلغ مساحتها 23,85 km2 ومحيطها حوالي 23,3 km . يبلغ طولها 7,49 km وعرضها 4,61 km . تقع عند أول نقطة تماس مع التيار الاستوائي الشمالي المعاكس. في الجزء الغربي، يُمكن رؤية سيرو إغليسياس ، أعلى نقطة في الجزيرة ( 634 m ). علاوة على ذلك، فهي الجزيرة الوحيدة في شرق المحيط الهادئ الاستوائية التي تغطيها غابة مطيرة استوائية.
ومع ذلك، تُغطى الجزيرة بالكامل بتدفقات حمم الأنديزيت البركانية . ولذلك، توجد بقايا بركانية تُشكل منحدرات. وحول هذه المنحدرات، تنتشر عدة صخور صغيرة من البازلت ، تُشكل ملاذًا للطيور البحرية، مثل طيور الغاق والنوارس والنودي .
هناك ما لا يقل عن 60 نوعًا من الحيوانات المتوطنة في الجزيرة معظمها مُهدد بالانقراض . من بين هذه الحيوانات، يُمكن رؤية آلاف الطيور البحرية على طول مسارٍ يعبر الجزيرة. هناك أربعة أنواع رئيسية منها: : طيور النورس السخامية وطيور النورس البيضاء بالإضافة إلى نوعين من الطيور البحرية .
ومن بين الحيوانات البحرية التي تعيش في المنطقة المحمية من الجزيرة على بعد 15 km من الساحل، نجد الدلافين والحيتان القاتلة الكاذبة والحيتان .
تعتبر جزيرة كوكوس أيضًا موقعًا شهيرًا للغوص.
تشكل جزيرة كوكوس مقاطعة من كانتون بونتاريناس في المقاطعة التي تحمل الاسم نفسه. و تبعد حوالي 550 كم عن البر رائيسي لكوستاريك
تبلغ مساحتها 23,85 km2 ومحيطها حوالي 23,3 km . يبلغ طولها 7,49 km وعرضها 4,61 km . تقع عند أول نقطة تماس مع التيار الاستوائي الشمالي المعاكس. في الجزء الغربي، يُمكن رؤية سيرو إغليسياس ، أعلى نقطة في الجزيرة ( 634 m ). علاوة على ذلك، فهي الجزيرة الوحيدة في شرق المحيط الهادئ الاستوائية التي تغطيها غابة مطيرة استوائية.
ومع ذلك، تُغطى الجزيرة بالكامل بتدفقات حمم الأنديزيت البركانية . ولذلك، توجد بقايا بركانية تُشكل منحدرات. وحول هذه المنحدرات، تنتشر عدة صخور صغيرة من البازلت ، تُشكل ملاذًا للطيور البحرية، مثل طيور الغاق والنوارس والنودي .
هناك ما لا يقل عن 60 نوعًا من الحيوانات المتوطنة في الجزيرة معظمها مُهدد بالانقراض . من بين هذه الحيوانات، يُمكن رؤية آلاف الطيور البحرية على طول مسارٍ يعبر الجزيرة. هناك أربعة أنواع رئيسية منها: : طيور النورس السخامية وطيور النورس البيضاء بالإضافة إلى نوعين من الطيور البحرية .
ومن بين الحيوانات البحرية التي تعيش في المنطقة المحمية من الجزيرة على بعد 15 km من الساحل، نجد الدلافين والحيتان القاتلة الكاذبة والحيتان .
تعتبر جزيرة كوكوس أيضًا موقعًا شهيرًا للغوص.